# Moon Ga-young
Moon Ga-young (en hangul, 문가영; en hanja, 文佳煐) (Karlsruhe, 10 de julio de 1996) es una actriz surcoreana.

## Primeros años
Nació en Karlsruhe, Alemania. Es hija de padres surcoreanos, quienes emigraron a Corea cuando ella tenía diez años de edad.
Moon se graduó de una escuela secundaria y preparatoria solo para niñas. También habla alemán e inglés con fluidez como resultado de su tiempo en Alemania. También puede tocar el piano, la flauta y realizar ballet. 

## Carrera
Es miembro de la agencia KeyEast desde 2018, agencia afiliada a S.M. Culture & Contents (SM C&C).
Comenzó su carrera como actriz en el año 2006, apareciendo tanto en películas como en televisión.
En 2014, Moon logra su primer papel como protagonista titular en Mimi, un drama de misterio/romance, que se transmitió por el canal de cable Mnet.
En abril de 2015, Moon retrató el interés femenino protagonista y amor para los miembros de EXO en el drama de éxito de la web, EXO Next Door, que salió al aire en Naver TV Cast.
El 5 de enero de 2019, se unió al elenco principal de la serie Welcome to Waikiki 2, la segunda temporada de Welcome to Waikiki, donde dio vida a Han Soo-yeon, el primer amor de todos en el bachillerato, quien después de un desafortunado incidente el día de su boda decide quedarse en Waikiki, hasta el final de la serie, el 17 de abril del mismo año.
El 18 de marzo de 2020, se unió al elenco principal de la serie Find Me in Your Memory (también conocida como The Way He Remembers), donde interpretó a la actriz Yeo Ha-jin, hasta el final de la serie el 13 de mayo del mismo año.
El 9 de diciembre de 2020, se unió al elenco principal de la serie True Beauty, donde dio vida a la torpe pero encantadora Lim Joo-kyung, una joven estudiante con baja autoestima que luego de aprender a maquillarse cambia completamente, hasta el final de la serie, el 4 de febrero de 2021.
En diciembre de 2021 se confirmó que se había unido al elenco principal de la serie Link: Eat, Love, Kill (también conocida como "Link") donde da vida a Noh Da-hyun, una mujer que tiene mala suerte en todos los aspectos de su vida. La serie se estrenó en 2022.
El 22 de marzo de 2022 se anunció que estaba en pláticas para unirse al elenco principal de la serie El interés del amor, donde da vida a Ahn Soo-young, una cajera bancaria en la sucursal Yeongpo del Nara Bank.

## Filmografía

### Series de televisión
| Año     | Título                    | Personaje                | Canal         | Notas                      | Ref.                 |
| ------- | ------------------------- | ------------------------ | ------------- | -------------------------- | -------------------- |
| 2006    | Fallen Angel, Jenny       | Hye-mi                   | Mnet          |                            |                      |
| 2007    | Cloudy Today              | Ri-na                    | EBS           |                            |                      |
| 2007    | Prince Hours              |                          | MBC           |                            |                      |
| 2007    | By My Side                | Seo Eun-joo (de joven)   | MBC           |                            |                      |
| 2007    | Witch Yoo Hee             | Ma Yoo-hee (de joven)    | SBS           |                            |                      |
| 2007    | Merry Mary                | Hwang Me-ri (de joven)   | MBC           |                            |                      |
| 2007    | Hometown Over the Hill    | Na Hae-young             | KBS1          |                            |                      |
| 2008    | La Dolce Vita             | Ha Na-ri                 | MBC           |                            |                      |
| 2009    | Ja Myung Go               | So-so (de joven)         | SBS           |                            |                      |
| 2009    | Friend, Our Legend        | Choi Jin-sook (de joven) | MBC           |                            |                      |
| 2010    | The Reputable Family      | Han Dan-yi (de joven)    | KBS1          |                            |                      |
| 2010    | Bad Guy                   | Hong Tae-ra (de joven)   | SBS           |                            |                      |
| 2011    | Heartstrings              | Lee Jung-hyun            | MBC           |                            | [ 28 ]               |
| 2013    | Who Are You?              | Dan Oh-reum              | tvN           | Invitada especial, ep. 1-2 |                      |
| 2013    | Wang's Family             | Wang Hae-bak             | KBS2          |                            |                      |
| 2014    | Mimi                      | Mimi                     | Mnet          |                            |                      |
| 2015    | EXO Next Door             | Ji Yeon-hee              | Naver TV Cast | 16 episodios               |                      |
| 2015    | The Merchant: Gaekju 2015 | Wol-yi                   | KBS2          |                            |                      |
| 2017    | Live Up to Your Name      | Dongmakgae               | tvN           | 16 episodios               | [ 29 ]               |
| 2018    | The Great Seducer         | Choi Soo-ji              | MBC TV        | 32 episodios               |                      |
| 2019    | Welcome to Waikiki 2      | Han Soo-yeon             | JTBC          | 16 episodios               |                      |
| 2020    | Find Me in Your Memory    | Yeo Ha-jin               | MBC           | 32 episodios               | [ 31 ] [ 32 ] [ 33 ] |
| 2020-21 | True Beauty               | Im Joo-kyung             | tvN           | 16 episodios               | [ 21 ] [ 34 ]        |
| 2021    | Recipe for Youth          | Cha Soo-bin              | BbangyaTV     | Serie web                  | [ 35 ]               |
| 2022    | Shooting Stars            | Yeo Ha-jin               | tvN           | Aparición especial         | [ 36 ]               |
| 2022    | Link: Eat, Love, Kill     | Noh Da-hyun              | tvN           | 16 episodios               | [ 37 ]               |
| 2022-23 | El interés del amor       | Ahn Soo-young            | jTBC          | 16 episodios               | [ 38 ] [ 39 ]        |
| 2023    | Delightfully Deceitful    | Min Kang-yoon            | tvN           | Aparición especial, ep. 12 | [ 40 ]               |
| 2025    | My Dearest Nemesis        | Baek Soo-jung            | tvN           | 12 episodios               | [ 41 ] [ 42 ] [ 43 ] |
| 2025    | Law and the City          | Kang Hee-ji              | tvN           | 12 episodios               | [ 44 ] [ 45 ] [ 46 ] |

### Películas
| Año  | Título                | Personaje            | Notas | Ref.          |
| ---- | --------------------- | -------------------- | ----- | ------------- |
| 2006 | To Sir, with Love     | Eun-young (de joven) |       |               |
| 2007 | Bunt                  | Oh Ye-ryung          |       |               |
| 2007 | Black House           | Chul-yeon            | Voz   |               |
| 2007 | Shadows in the Palace | Il-won               |       |               |
| 2007 | Our Town              | So-yeon (de joven)   |       |               |
| 2008 | Do You See Seoul?     | Bun-rye              |       |               |
| 2013 | Killer Toon           | Jo Seo-hyun          |       |               |
| 2015 | Salut d'Amour         | Ah-young             |       | [ 47 ] [ 48 ] |
| 2015 | Island                | Yeon-joo             |       |               |

### Programas de variedades
| Año  | Título                      | Notas                          |
| ---- | --------------------------- | ------------------------------ |
| 2020 | Food Avengers (Sik Vengers) | 6 episodios - miembro (mesera) |
| 2017 | Problematic Men             | ep. #129 - invitada            |

### Presentadora
| Año  | Programa                          | Canal | Notas  |
| ---- | --------------------------------- | ----- | ------ |
| 2020 | 2020 Soribada Best K-Music Awards | -     | [ 49 ] |
| 2009 | Sinnara Science                   | KBS1  |        |

### Eventos
| Año  | Título                  | Notas |
| ---- | ----------------------- | ----- |
| 2021 | 2021 Asia Artist Awards |       |

## Premios y nominaciones
| Año  | Categoría                                           | Premio                 | Trabajo                | Resultado |
| ---- | --------------------------------------------------- | ---------------------- | ---------------------- | --------- |
| 2021 | AAA Best Emotive (Actor)                            | 2021 Asia Artist Award | True Beauty            | Ganó      |
| 2020 | Best Couple (junto a Kim Dong-wook)                 | 39th MBC Drama Award   | Find Me in Your Memory | Ganaron   |
| 2018 | Best New Actress                                    | MBC Drama Award        | The Great Seducer      | Nominada  |
| 2018 | Excellence Award, Actress in a Monday-Tuesday Drama | MBC Drama Award        | The Great Seducer      | Ganó      |
| 2017 | Best Actress in a One-Act/Special/Short Drama       | KBS Drama Award        | Waltzing Alone         | Nominada  |
| 2013 | Best Young Actress                                  | KBS Drama Awards       | Wang's Family          | Nominada  |
| 2010 | Best Young Actress                                  | KBS Drama Awards       | The Reputable Family   | Nominada  |